# Légendes minières à Belmont de la Roche
 (décembre 2008).
Cet article traite des légendes du village de Belmont au Ban de la Roche en France.
Le village de Belmont, au Ban de la Roche, est une terre de légendes, souvent attachées au hameau de la Hutte. Certaines de ces légendes paraissent à rapprocher des croyances des mineurs qui y ont travaillé avant la guerre de Trente Ans.

## Une mine d'argent?
Avant la guerre de Trente Ans, le Ban de la Roche était, d'après ceux qui ont survécu à la tourmente, riche et peuplé, les mines y étaient nombreuses, et la forge de Rothau transformait le fer en nombreux objets qui se vendaient bien. Mais laissons les mines ordinaires aux forgerons, et parlons plutôt d'une petite mine située à l'écart de Belmont (Bas-Rhin), au hameau de la Hutte. 
C'est le filon Sainte Elisabeth, comme l'ont appelé les mineurs, du nom d'une sainte de leur pays. On y accède par le chemin des Chartrons, c'est-à-dire le chemin des charretiers, qui emportent le minerai de la mine à la forge. Ce n'est (peut-être) pas une simple mine de fer ; c'est même(peut-être) une mine d'argent. Il faut quand même dire "peut-être" parce qu'après la tourmente de 1633, qui a tout emporté, il n'y avait plus beaucoup de gens pour se souvenir ; alors ne sait plus trop s'il faut les croire sur parole. Peut-être aussi qu'ils exagèrent et qu'ils peignent le Ban de la Roche d'avant plus beau qu'il n'était. Ils n'ont pas l'air de trop se souvenir que tout n'était pas rose, et que les procès de sorcellerie faisaient déjà bien flamber la vallée, même si après les Impériaux ont fait mieux.

## La légende de la source engloutie
On ne les aime pas trop, au pays, ces mineurs qui viennent d'ailleurs. Ils sont de nulle part, ne font pas partie de la communauté villageoise, ne participent pas à ses charges, et partent quand un filon s'épuise ; ils dépendent du juge minier (qui dépend lui-même de l'Empereur) et non du seigneur de Veldenz. On n'aime pas trop traiter avec eux.
Un jour, l'un d'entre eux vient trouver un paysan de Belmont et lui dit : « En creusant, j'ai trouvé une source au fond de ma mine ; à moi, elle me sert à rien, mais, si tu me paies un coup à boire, je peux la faire couler dans ton champ. »
Le gars du coin, pas bête, se dit que l'eau, ça coule où ça veut et que, s'il y a une source pas loin, elle saura bien arriver toute seule jusqu'à son champ. Il refuse de payer à boire au mineur qui, de colère, barre le chemin de la source avec des pierres, si bien qu'elle s'en retourne sous la terre arroser les champs des gens d'en dessous.
Il paraît qu'en collant l'oreille par terre, on peut l'entendre couler, mais c'est toujours pareil : peut-être, peut-être, peut-être. Y en a qui l'entendent et y en a qui l'entendent pas. C'est comme à l'église : y a ceux qui croient le pasteur et y a ceux qui le croient pas.
Trois cents et quelques années plus tard, Léon Kommer, un gars du coin qui n'aime pas les "peut-être", est descendu dans une vieille mine pour y regarder de près ; et il a trouvé bien des pierres qui barraient le chemin à une source. Même si ça prouve pas que c'est bien la même mine, c'est quand même pas rien.

## La légende de la Cloche d'argent

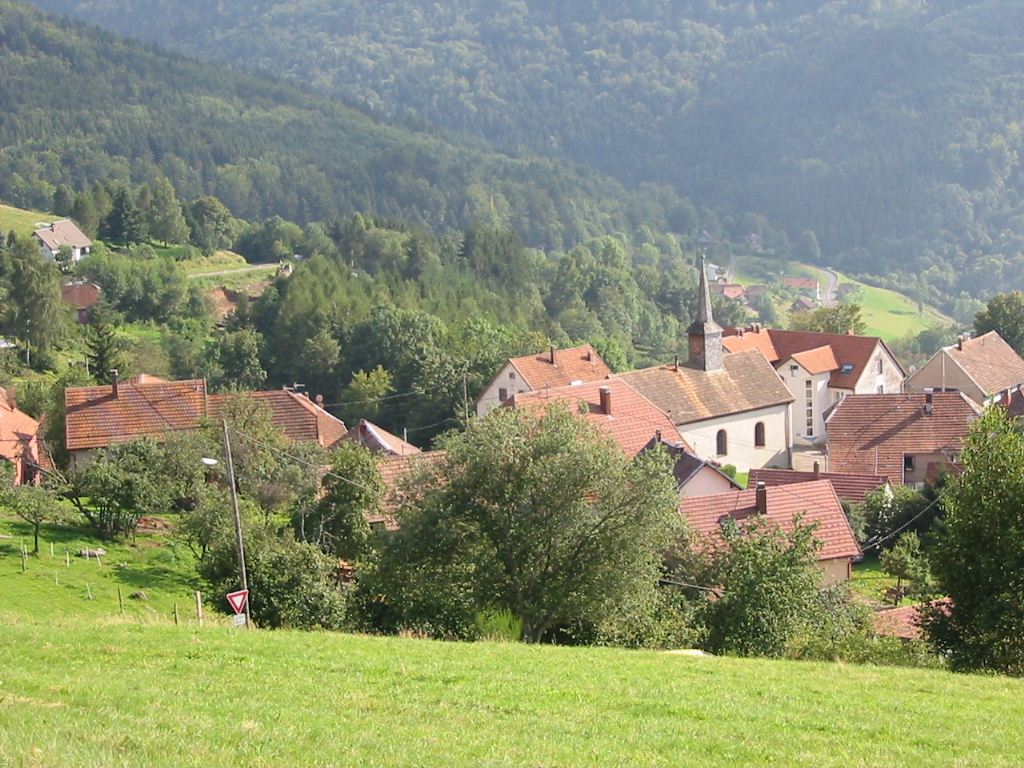
Belmont, avec son église et son clocher, où une cloche manque

L'église du village de Belmont est la plus ancienne et la plus magique de la vallée, et peut-être même qu'il y avait là quelque chose avant que le pays soit chrétien.
Elle avait deux cloches : celle des dimanches ordinaires, qui s'appelait, et s'appelle toujours, Maria Magdalena, a déjà la plus belle voix parmi les cloches de bronze de la vallée.
Mais ce n'est rien encore. Car la paroisse, fière de sa terre sacrée, riche de ses mines, possédait un trésor : une cloche d'argent, oui, d'argent, que l'on ne sonnait que le dimanche de la Pentecôte, et là, d'après les gens qui ont survécu à la tourmente, on aurait cru entendre la voix même de Dieu.
Mais la guerre de Trente Ans vint emporter le village, les deux vallées et même la grande forge de Rothau. Les mineurs, (ceux qui n'étaient pas morts), s'envolèrent comme des moineaux pour aller chercher de l'ouvrage ailleurs. Les gens du pays, (ceux qui n'étaient pas morts) restèrent sur leur terre désolée, au-dessus de leurs mines qui ne servaient à rien puisqu'il n'y avait plus de forge. On perdit même la cloche d'argent. Voici comment se produisit ce malheur : 
Un jour que le tocsin sonnait, chacun courut se cacher dans les bois pour échapper à l'ennemi si l'on pouvait. Quelques jeunes grimpèrent dans le clocher pour décrocher la cloche d'argent. Ils eurent le temps de l'emporter sur le chemin des Chartrons et de l'enterrer dans un pré à l'écart, vers le hameau de la Hutte, mais ils furent parmi les morts et ne purent aller la rechercher.
Personne n'a jamais retrouvé la cloche d'argent. Il parait que, parfois, à la Pentecôte, un promeneur entend son tintement merveilleusement cristallin : elle appelle au service divin les gens d'autrefois, dans leur église sous la terre. 
Mais il ne sert à rien de la chercher. Pourtant, ça semble facile puisque, quelquefois, on l'entend, et qu'on peut voir aussi, à la nuit noire, de petites lumières qui indiquent son emplacement. Mais elles s'éteignent quand on approche, et tous ceux qui ont creusé se sont fatigués en vain. 
Le même Léon Kommer, qui n'aimait toujours pas les peut-être, n'a pas tergiversé. Il a grimpé dans le clocher de l'église, et il a compté les logements pour cloche. Il y en avait deux. L'un était habité normalement par Maria Magdalena. L'autre, plus petit, était vide.
Celui qui entend sonner la cloche d'argent est assuré d'une vie entière de bonheur. Mais c'est elle qui décide.

## La légende du loup fantôme de Belmont

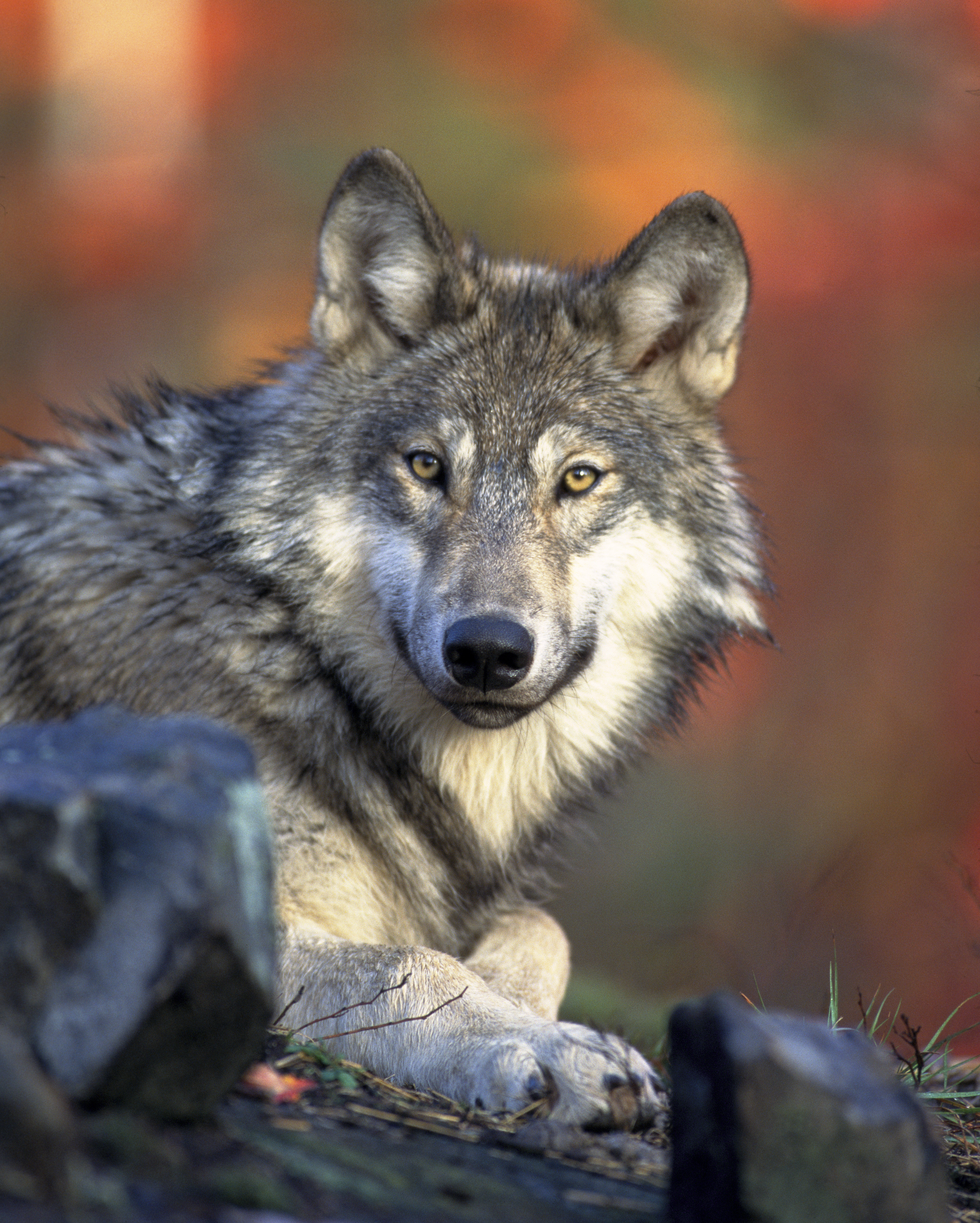
Un loup

Au temps de la guerre de Trente Ans, la vie était si dure que même les wolfs mouraient de faim. Les wolfs, en bon patois welche, c'est comme en allemand : c'est les loups. Y en a un qu'on a retrouvé au printemps dans le filon Sainte Elisabeth. Il avait essayé de manger une corde, et l'a retrouvée dans son estomac, des détails pareils ça s'invente pas. Comme ça a frappé l'esprit des gens, le nom est resté ; l'ancien chemin des Chartrons est devenu le chemin du Wolf, d'ailleurs il y passait plus de chartrons puisqu'il y avait plus de mineurs. Et le filon Sainte Elisabeth, qui ne servait plus de filon pour les mêmes raisons, est devenu le Trou du Loup.
Faut faire attention à pas y passer pendant la nuit, parce que le loup fantôme n'aime pas ça. L'imprudent commencerait par voir des lumières dans le noir autour de lui, puis il comprendrait que c'est les yeux du wolf et de ses copains. Les loups fantômes vont le suivre, le précéder, s'écarter pour le laisser passer, puis revenir pour lui barrer le passage.
Remarquez, comme ce sont des fantômes, ils ne peuvent pas vous mordre ni même vous pousser franchement dans le ravin. Si vous n'êtes pas froussard, vous faites comme s'ils étaient pas là, vous avancez sans vous soucier de leurs grognements, et vous passez au travers d'eux.

## Thèmes légendaires miniers
Ces trois histoires, c'est drôle comme elles se ressemblent. Les choses de valeur sont sous terre, qu'il s'agisse de la source engloutie ou de la cloche d'argent.
Même le loup fantôme, à y regarder de près, est un peu le frère de la jolie cloche d'argent. Les lumières dans le noir, y en qui y voient le signe de la cloche, et y en a qui y voient les yeux du wolf dans la nuit.
Peut-être que le wolf garde la cloche, allez savoir. En tous cas, puisqu'on ne l'a pas retrouvée, il y a bien une raison. 
Paracelse, qui connaissait bien les mineurs et leurs croyances, disait de s'interresser aux vieilles légendes pour savoir s'il y avait un trésor, ou un filon minier, dans le sous-sol. À ceux qui les cherchent, il dit un peu les mêmes choses que les légendes de Belmont : rechercher les endroits hantés et la présence de "feux volants, tumultes et fracas"  ; s'assurer qu'il y a bien un esprit gardien, car, s'il n'y en pas, c'est qu'il n'y a pas de trésor ; le gardien suscitera des visions d'épouvante (celle du loup fantôme en est une) ; n'y prêter aucune attention, car l'esprit gardien n'est pas assez matériel pour produire une attaque physique.
C'est drôle, cette ressemblance entre les légendes de Belmont et les croyances des mineurs recueillies par (ou attribuées à) Paracelse. En même temps ça s'explique, puisque les mineurs constituaient une population mobile. Leurs légendes étaient donc les mêmes à Belmont et ailleurs.

## Sources
- Léon Kommer, Historique des communes du Ban de la Roche - Belmont ; Mützig 1989 ; Cote M 713 988 au Catalogue de la Bibliothèque Nationale et Universitaire de Strasbourg ; ce vieux Belmontais y raconte comment il a grimpé dans le clocher de l'église de Belmont et est descendu dans la mine.
- (fr) Denis Leypold, Le Ban de la Roche au temps des seigneurs de Rathsamhausen et de Veldenz (1489-1630), Oberlin, Strasbourg, 1989, 119 p. ; contient de nombreux passages sur le statut des mineurs en terre d'Empire.
- (fr) Denis Leypold, La métallurgie du fer dans le massif Vosgien, Société savante d'Alsace, 1996, 529 p.
- Aspects de la Guerre de Trente Ans Vallée de la Bruche, Ban de la Roche, Pays de SalmArnold Kientzler, Denis Leypold, Marc Brignon ; journal l'Essor n° 134.
- Petit Albert (grimoire) ; voir la section intitulée "Ethnologie minière".